# Antoni Benedykt Lubomirski
Antoni Benedykt Konstanty Lubomirski herbu Szreniawa bez Krzyża (ur. po 18 maja 1718 roku – zm. 25 lipca 1761 roku) – miecznik wielki koronny w 1754 roku, generał lejtnant wojsk koronnych od 1753 roku, generał major wojsk koronnych od 1743 roku, komendant Regimentu Piechoty hetmańskiego w latach 1743-1761, poseł, jeden z działaczy stronnictwa „republikańskiego”, protegowany Francji, starosta kazimierski w 1728 roku, starosta barski od 1727 roku, starosta lipieński w 1733 roku.

## Życiorys
Syn Jerzego Dominika Lubomirskiego i jego drugiej żony Marianny z Tarłów. Został ochrzczony przez biskupa Konstantego Feliksa Szaniawskiego w kościele św. Trójcy benedyktynek radomskich.
Poseł województwa lubelskiego na sejm konwokacyjny 1733 roku. Był członkiem konfederacji generalnej zawiązanej 27 kwietnia 1733 roku na tym sejmie. Jako deputat województwa lubelskiego podpisał pacta conventa Stanisława Leszczyńskiego w 1733 roku. Podpisał elekcję Stanisława Leszczyńskiego (1733), był konsyliarzem i delegatem województwa podolskiego w konfederacji dzikowskiej. Później pogodził się z Augustem III Sasem.
Wielokrotny poseł na sejm, mówca. Poseł na sejm nadzwyczajny pacyfikacyjny 1736 roku z województwa bracławskiego. Na sejmie w 1738 r. żądał wyjścia wojsk rosyjskich. Poseł na sejm 1740 roku z województwa bracławskiego. W 1744 roku domagał się zwiększenia liczby żołnierzy. Będąc marszałkiem sejmu w 1746 roku i nie mogąc przeprowadzić żadnej ustawy, nazwał go „zgromadzeniem bezdusznym".
Jako poseł ziemi czerskiej na sejmie w 1748 roku wygłosił wiele mów w sprawie reform ekonomicznych i wojskowych, a także przeciw liberum veto.
Poseł na sejm 1761 roku z województwa bełskiego.

## Odznaczenia
- Kawaler Orderu Orła Białego (3 sierpnia 1757)[12].
- Rosyjski Order Świętego Aleksandra Newskiego (1742)[13]
- Rosyjski Order Świętego Andrzeja Apostoła Pierwszego Powołania,
- Saski Order Wojskowy Świętego Henryka[14] (1745),
- Bawarski Order Świętego Huberta (1737)[12].